# Rashad Bell
Rashad Ernest Bell (New York, 23 settembre 1982) è un ex cestista statunitense con cittadinanza ungherese.
Dal giugno 2012 è in possesso del passaporto ungherese.

## Carriera
Originario dell'area newyorkese del Queens, inizia con il basket solamente attorno ai 16 anni: prima di avvicinarsi alla pallacanestro infatti, Rashad si dilettava nel baseball come lanciatore e prima base.
Dopo essere uscito nel 2005 da Boston University, Bell emigra in Finlandia per quella che è la sua prima esperienza da professionista: qui veste la maglia del Porvoon Tarmo, venendo eletto miglior ala del campionato. Dopo una breve esperienza nella USBL tra le file dei Long Island PrimeTime, "RB" gioca la carta ungherese militando nello ZTE KK, dove viene eletto MVP del campionato e capocannoniere (25,4 punti e 9,1 rimbalzi per lui).
Rashad continua a girare il mondo: nella prima parte del 2007 approda nelle Filippine ai Coca-Cola Tigers, squadra in cui curiosamente un anno prima giocava il suo futuro compagno di squadra Omar Thomas. Bell conferma il rendimento positivo, spesso realizzando partite da 30 o più punti.
Nel luglio 2007 arriva la chiamata dai Crabs Rimini, campionato di Legadue. Voluto da Renzo Vecchiato e da coach Giampiero Ticchi, l'attenzione su di lui era già viva da un primo scouting invernale. Il suo bottino in canotta biancorossa è di 15,5 punti e 6,3 rimbalzi a gara.
Ritorna poi a disputare il suo secondo campionato magiaro nella stagione 2008-09, firmando con gli ungheresi dell'Albacomp. Successivamente vola in Asia, dividendosi tra il campionato delle Filippine e quello della Corea del Sud. Nel biennio 2010-2012 è di scena ancora in Ungheria, questa volta a Körmend, mentre nella stagione 2012-13 fa parte dello Szolnok con lo status di passaportato, visto che nel frattempo aveva ottenuto il passaporto del paese magiaro.
Continua poi ad avere una serie di parentesi in giro per il mondo, spesso a breve termine, viste le esperienze in Medio Oriente (tra Iraq, Emirati Arabi dove ha fatto una partita da 58 punti con l'Al Jazeera, Libano, Qatar e Arabia Saudita) o in America centro-meridionale (tra Repubblica Dominicana, Uruguay e Venezuela).